# Lagoa do Capitão
Der Lagoa do Capitão ist ein See im Hochland der Azoreninsel Pico. Er liegt am Grunde einer tektonischen Senke auf 790 m Höhe inmitten von Weideland. Der eutrophe See ist bis zu fünf Meter tief.